# Odsetki ustawowe
Odsetki ustawowe – najpowszechniejsza forma odszkodowania za zwłokę w spełnieniu świadczeń pieniężnych. Dzięki odsetkom ustawowym wierzyciel nie musi wykazywać swoich strat, wystarczy udowodnienie okresu zwłoki oraz wysokości kwoty dłużnej, aby otrzymać odszkodowanie. Odszkodowanie może być częściowe, ale bez kosztownych procedur dowodowych. Odsetki ustawowe należą się zarówno przedsiębiorcom, jak i osobom nieprowadzącym działalności gospodarczej. Instytucja, która zaczyna naliczać odsetki nie musi informować o tym danego podmiotu, którego dotyczy spór.
W Polsce wysokość odsetek ustawowych określała do końca 2015 w drodze rozporządzenia Rada Ministrów. Od 2016 ogłasza ją Minister Sprawiedliwości w drodze obwieszczenia. Odsetki od sumy pieniężnej należą się tylko wtedy, gdy to wynika z czynności prawnej, ustawy, orzeczenia sądu lub decyzji innego właściwego organu.

## Wzór na wyliczanie odsetek
Wysokość odsetek wylicza się według następującego wzoru:
{\displaystyle {\frac {{\text{kwota zaległości}}\cdot {\text{liczba dni zwłoki}}\cdot {\text{wysokość stopy odsetek}}}{365}}}
Np. zaległość: 100 zł, dni zwłoki: 10, stopa odsetek ustawowych: 7%.
{\displaystyle {\frac {100\cdot 10\cdot 7\%}{365}}=0{,}19\ {\text{PLN}}}
A zatem wartość odsetek ustawowych od kwoty 100 PLN za 10 dni zwłoki wynosi 19 groszy.
Zgodnie z art. 114 k.c. do naliczenia odsetek należy zawsze przyjmować, że rok ma 365 dni.

## Ograniczenie wysokości odsetek umownych
W umowie można zastrzec również tzw. odsetki umowne, określone procentowo albo w postaci wielokrotności odsetek ustawowych. Jeżeli wysokość odsetek przekraczałaby wysokość odsetek maksymalnych, wynoszących, zgodnie z art. 359 § 21 kodeksu cywilnego, dwukrotność wysokości odsetek ustawowych, należą się tylko odsetki maksymalne (art. 359 § 2² kodeksu cywilnego).

## Termin zapłaty wierzytelności
Naliczanie odsetek należy rozpocząć od dnia następującego po terminie płatności (gdzie termin płatności oznacza wyznaczony dzień, w którym należy spłacić zobowiązanie) do dnia faktycznej zapłaty włącznie. Dla przykładu, jeżeli 5 września 2016 została wystawiona faktura VAT z terminem płatności 12 września, a zobowiązanie zostało zapłacone 16 września, odsetki ustawowe należy zacząć naliczać od 13 września, zatem należą się one za 4 dni.
Jeżeli termin zapłaty wierzytelności przypada w dzień ustawowo wolny od pracy lub sobotę, wówczas ulega on przesunięciu na następny dzień niebędący ustawowo wolnym od pracy (np. z niedzieli na poniedziałek). Jeżeli termin zapłaty wypada przed 1 stycznia 2017 i przypada na inny niż święto dzień wolny od pracy, np. na sobotę, wówczas nie ulega on przesunięciu (choć zgodnie z przepisami prawa w przypadku zapłaty podatku, jeśli termin płatności wypadnie w sobotę, zostaje on przesunięty, tak jak przy dniach ustawowo wolnych od pracy).

## Odsetki ustawowe kapitałowe
Odsetki ustawowe kapitałowe stanowią jedną z dwóch podstawowych kategorii odsetek przewidzianych w polskim prawie cywilnym. Przysługują w sytuacji, gdy jedna ze stron udostępnia drugiej kapitał pieniężny. Pełnią funkcję wynagrodzenia za korzystanie z cudzego kapitału. Ich regulacja zawarta jest w art. 359 Kodeksu cywilnego.
Zgodnie z przepisami, odsetki kapitałowe należą się wyłącznie wtedy, gdy wynikają z:
- czynności prawnej,
- ustawy,
- orzeczenia sądu,
- decyzji innego właściwego organu.

W przypadku braku określenia ich wysokości w umowie między stronami, stosuje się stawkę ustawową. Jest ona równa sumie stopy referencyjnej Narodowego Banku Polskiego i 3,5 punktów procentowych. Na przykład, przy stopie referencyjnej NBP wynoszącej 5,75% (stan na 2025 rok), ustawowe odsetki kapitałowe wynoszą 9,25% rocznie. Kodeks cywilny przewiduje również ograniczenie wysokości odsetek kapitałowych poprzez instytucję odsetek maksymalnych. Ich wysokość nie może przekraczać dwukrotności stawki odsetek ustawowych. W przypadku ustalenia w umowie oprocentowania wyższego niż dopuszczalne, należne są wyłącznie odsetki maksymalne.
Odsetki kapitałowe są najczęściej stosowane w umowach pożyczek, kredytów, leasingu oraz innych formach udostępniania środków pieniężnych. Mogą być płatne z góry lub z dołu, w zależności od przyjętego w umowie terminu spłaty. Przy rocznych terminach płatności są zazwyczaj wypłacane raz do roku, w pozostałych przypadkach – łącznie z kapitałem.